# Hettstadterhof
Hettstadterhof ist ein Gemeindeteil der Gemeinde Hettstadt im unterfränkischen Landkreis Würzburg in Bayern.

## Lage
Der Weiler liegt zweieinhalb Kilometer östlich des Zentrums von Hettstadt am Ostrand der Gemarkung Hettstadt. Die Parzellarkarte in BayernAtlas stellt im Jahr 2022 keine Wohnbebauung in Hettstadterhof dar.

## Geschichte
Entstanden aus „Hettstadter Hof“, früher „(Landgut) Heerstadt“: ehemaliges, im Norden an Oberleinach grenzendes Landgut der Hedenen, das früher dem Prämonstratenser-Frauenkloster Unterzell gehörte. Zu Beginn des 19. Jahrhunderts hatte Heerstadt noch eine eigene, im Volksmund „Kaiser Karls Gericht“ genannte, Markung zwischen Waldbüttelbrunner und Hettstadter Markung. Da Kaiser Karl dort mit seinem Kriegsheer gelagert haben soll, sei der Name „Heerstadt“ entstanden.
Die jüngsten Volkszählungsdaten von 1987 geben für Hettstadterhof vier Wohngebäude mit sieben Wohnungen und 14 Einwohnern an.